# 熊本創生企業家ネットワーク
一般社団法人熊本創生企業家ネットワーク（いっぱんしゃだんほうじんくまもとそうせいきぎょうかネットワーク）は、スターティアホールディングス株式会社の創業者である本郷秀之が、熊本県出身の経営者とともに設立した地元経営者の育成塾。

## 概要
所在
熊本県熊本市
役員構成
代表理事 : 本郷秀之
副代表理事 : 竹田浩一
理事 : 倉崎好太郎、平野洋一郎、原田正文、瀬口力、小池敏弘
監事 : 山下謙治
活動内容
月に1回熊本市内にて勉強会を開催。

## 沿革
- 2018年9月19日 - 設立